# Cranichideae
Cranichideae é uma tribo de orquídeas (família Orchidaceae), composta principalmente por espécies terrestres, contando mais de seiscentas , divididas por noventa e seis gêneros, distribuídos por seis subtribos.
Caracteriza-se por suas raízes fasciculadas carnosas, porém não tuberosas, normalmente agrupadas ou distribuídas ao longo do quase sempre presente rizoma; suas flores contém viscídio. Esta tribo encontra-se dividida em seis subtribos, três delas formadas por apenas um gênero, Galeottiellinae, Manniellinae e Pterostylidinae, destas nenhuma presente no Brasil.

## Distribuição
As orquídeas pertencentes a esta subfamília estão presentes em todos os continentes, exceto a Antártida. Apesar de existirem muitas espécies no Continente Asiático, comparativamente existem bem menos espécies ali que nas outras partes do mundo. Não há espécies em áreas perenemente geladas ou desérticas.

## Taxonomia
São seis subtribos:

### SubtriboCranichidinae
Proposta por Lindley. Apresentam polínias de consistência granular, caudículos rudimentares ou ausentes, e calcar que quando presente é mentoso e formado pela base das sépalas laterais e do labelo. As flores não ressupinam. São dezessete gêneros, sete no Brasil:
- Baskervilla  Lindley
- Cranichis  Swartz
- Gomphichis  Lindley
- Ponthieva  R. Brown
- Prescottia  Hooker
- Stenoptera  Presl

### SubtriboGoodyerinae
Proposta por Klotzsch. Apresentam polínias seccionáveis, caudículos desenvolvidos e quando há esporão, este é formado apenas pelo prolongamento da base do labelo, não das sépalas. São trinta e cinco gêneros, dos quais cinco ocorrem no Brasil:
- Aspidogyne  Garay
- Ligeophila  Garay
- Microchilus  Presl
- Platythelys  Garay
- Rhamphorhynchus  Garay

### SubtriboSpiranthinae
Proposta por Lindley. Compartilha todas as características citadas para a subtribo Cranichidinae, da qual se pode ser diferenciada pelas flores, que neste grupo ressupinam. São quarenta e um gêneros, vinte cinco deles presentes no Brasil.
- Beloglottis  Schlechter
- Brachystele  Schlechter
- Buchtienia  Schlechter
- Cotylolabium  Garay
- Cyclopogon  Presl
- Discyphus  Schlechter
- Eltroplectris  Rafinesque
- Eurystyles  Wawra
- Pseudoeurystyles  Hoehne
- Hapalorchis  Schlechter
- Helonoma  Garay
- Lankesterella  Ames
- Lyroglossa  Schlechter
- Mesadenella  Pabst & Garay
- Mesadenus  Schlechter
- Nothostele  Garay
- Pelexia  L. C. Richard
- Pteroglossa  Schlechter
- Sacoila  Garay
- Sarcoglottis  Presl
- Sauroglossum  Lindley
- Skeptrostachys  Garay
- Stigmatosema  Garay
- Thelyschista  Garay
- Veyretia  Szlachetko
- Warscaea  Szlachetko